# Resia
För andra betydelser, se Resia (olika betydelser).

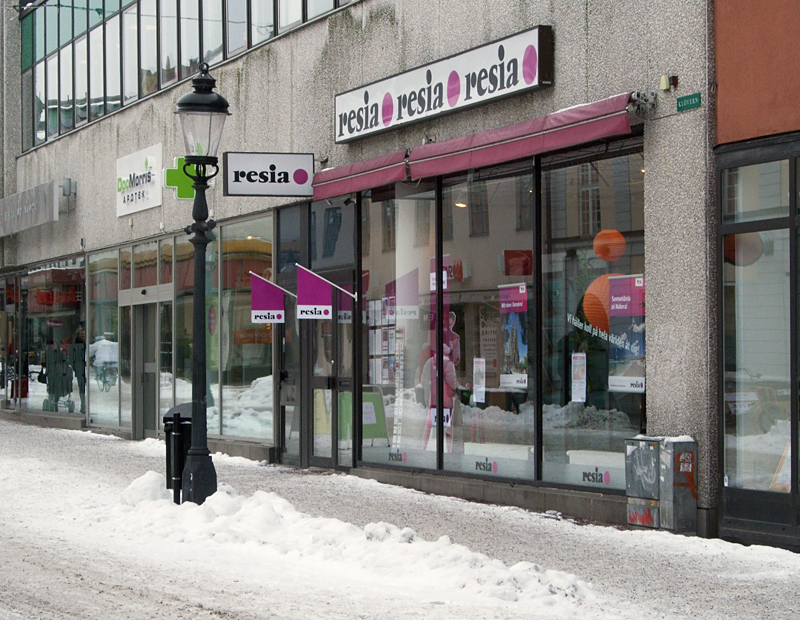
Resia Resebyrå i Nyköping

Resia var en svensk resebyråkedja, med säte i Göteborg och butiker i ett 50-tal städer runt om i Sverige samt en resebutik på Internet. Resia ingick i moderbolaget Resia Travel Group AB, tillsammans med bolagen Bengt-Martins AB och Bengt Martins Rejser ApS. I koncernen ingick också varumärkena Cruise Market, Resfeber, Rejsefeber,  Reisefeber, Box Office, Ticket Service, Arte Udland, Flygofar och Hyttespecialisten. 

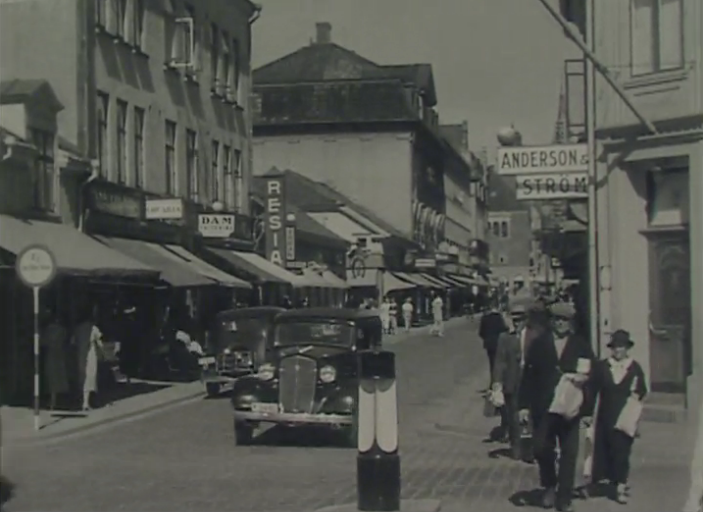
Varuhuset Resia 1938

Resia grundades på 1920-talet under namnet Tvålhuset Resia av Peter Thomsen som dotterbolag till tvåltillverkaren Sylva AB för att sälja bolagets produkter. Senare ändrades namnet till bara Resia och sortimentet utökades. Redan på 1930-talet hade varuhuskedjan fler än 120 varuhus, men efter Thomsens död 1950 gick utvecklingen sämre. När varuhuskedjan senare lades ner insåg resebyrån Resia's grundare Anders Haraldsson namnets värde och inregistrerade 1971 Resia Resor AB. Årsskiftet 1976/1977 öppnade han, tillsammans med två medarbetare Resia Resor AB i Borås. Resia blev snabbt en av de främsta resebyråerna i landet.

Entreprenörerna Erland Edvardsson och Björn Kjellgren tog 1974 över en liten nystartad resebyrå (AUS Resebyråer AB) i Alingsås som hade kontor i Alingsås, Ulricehamn och Stenungsund.
1989 såldes Resia Resor AB till AUS Resebyråer AB som därefter antog namnet Resia för samtliga kontor. Idag är Resia en av Nordens största resebyråkedjor (källa SRF), med drygt 30 procent av totalmarknaden för resebyråförsålda charter- och paketresor och drygt 500 anställda. Resia är indelat i tre affärsområden; Semesterresor, Affärsresor samt Grupp- och konferensresor.
Under 2012 reste sammanlagt en miljon privat- och affärsresenärer med Resia till olika platser runt om i världen. Resias mest sålda charterresmål under samma år var Turkiet, Spanien och Grekland för sommarhalvåret samt Spanien, Thailand och Egypten under vinterhalvåret.
Resia påverkades starkt av COVID-pandemin och ansökte 2020 om rekonstruktion. Dotterbolaget Bengt-Martins såldes 2021 och 2022 köptes Resia av det amerikanska resebolaget TripActions (numera Navan, inc.). TripActions/Navan hade 2021 köpt det brittiska reseföretaget Reed & Mackay och 2023 beslöt man att använda detta varumärke även i Sverige varför Resia numera heter så.

## Utmärkelser
Under perioden 2007 till 2013 har Resia sex gånger utsetts till Sveriges bästa affärsresebyrå i Grand Travel Award, resebranschens egen Oscarsgala. 2011 fick Resias vd, Eva Moen Adolfsson, utnämnelsen som resebranschens bästa chef i samma tävling. Eva Moen Adolfsson är den enda kvinna som har tilldelats detta pris sedan utnämnelsen instiftades 1993.

## CSR
I Reni i södra Ukraina finns ett barnhem som heter Novy Dom, ”Det nya Huset”. På barnhemmet bor omkring 15 barn i olika åldrar. Sedan sju år tillbaka driver eldsjälen Agneta Bergström barnhemmet, med finansiellt stöd från Resia och Reseindustrins barnfond.  Utöver det långsiktiga stödet till Novy Dom är Resia också den första svenska resebyråkedjan som har undertecknat Ecpats uppförandekod för att aktivt bidra till att motverka all form av barnsexturism.  